# Streblus banksii
Streblus banksii
Espèce
Streblus banksii, en anglais large-leaved milk tree, en maori ewekuri, est une espèce de plantes à fleurs de la famille des Moraceae, endémique de la Nouvelle-Zélande. Le nom de milk tree (« arbre à lait ») vient de la sève laiteuse que l'arbre exsude quand il est entaillé. Elle se trouve dans les régions côtières ou de plaines de l'île du Nord et de la région de Marlborough, où il peut mesurer jusqu'à 12 mètres de hauteur. Les feuilles font 3,5 à 8,5 centimètres de long. L'arbre porte des fleurs jaunes de septembre à novembre (c’est-à-dire pendant le printemps austral), puis des fruits rouge-orangé de forme ovoïde. 